# Villesse
Villesse é uma comuna italiana da região do Friuli-Venezia Giulia, província de Gorizia, com cerca de 1.577 habitantes. Estende-se por uma área de 11 km², tendo uma densidade populacional de 143 hab/km². Faz fronteira com Campolongo al Torre (UD), Fogliano Redipuglia, Gradisca d'Isonzo, Romans d'Isonzo, Ruda (UD), San Pier d'Isonzo, Tapogliano (UD).

## Demografia
| Variação demográfica do município entre 1861 e 2011                               |
|                                                                                   |
| Fonte: Istituto Nazionale di Statistica (ISTAT) - Elaboração gráfica da Wikipedia |